# Знаки почтовой оплаты СССР (1934)
Зна́ки почто́вой опла́ты СССР (1934) — перечень (каталог) знаков почтовой оплаты (почтовых марок), введённых в обращение дирекцией по изданию и экспедированию знаков почтовой оплаты Народного комиссариата связи СССР в 1934 году.
С февраля по ноябрь 1934 года было выпущено 32 памятные (коммеморативные) почтовые марки. Тематика коммеморативных марок охватывала знаменательные даты, была посвящена памяти выдающихся партийных деятелей, советских стратонавтов, кроме того, крупная серия марок посвящена 10-й годовщине со дня смерти В. И. Ленина (1924—1934).
Почтовые карточки с оригинальной маркой и маркированные почтовые конверты в 1934 году почтой СССР официально не выпускались.

## Список коммеморативных (памятных) марок
Порядок следования элементов в таблице соответствует номеру по каталогу марок СССР (ЦФА), в скобках приведены номера по каталогу «Михель».
| № по каталогу                        | Изображение | Описание и источники                                                                                         | Номинал   | Дата выпуска          | Тираж   | Художник                                  |
| ------------------------------------ | ----------- | --- | --------- | --------------------- | ------- | ----------------------------------------- |
| (ЦФА [АО «Марка»] № 444) (Mi #462Z)  |             | Авиапочта. «К 10-летию Гражданской авиации СССР»: - Самолёт АНТ-9 над домнами Кузбасса                       | 0,05 руб. | 10 февраля 1934 года  | 100 000 | Наум Боров, Григорий Замский, Иосиф Ганф  |
| (ЦФА [АО «Марка»] № 445) (Mi #463Z)  |             | Авиапочта. «К 10-летию Гражданской авиации СССР»: - Самолёт АНТ-9 над нефтяными вышками                      | 0,10 руб. | 10 февраля 1934 года  | 100 000 | Наум Боров, Григорий Замский, Иосиф Ганф  |
| (ЦФА [АО «Марка»] № 446) (Mi #464Z)  |             | Авиапочта. «К 10-летию Гражданской авиации СССР»: - Самолёт АНТ-9 над колхозными полями                      | 0,20 руб. | 10 февраля 1934 года  | 100 000 | Наум Боров, Григорий Замский, Иосиф Ганф  |
| (ЦФА [АО «Марка»] № 447) (Mi #465Z)  |             | Авиапочта. «К 10-летию Гражданской авиации СССР»: - Самолёт АНТ-9 над каналом им. Москвы                     | 0,50 руб. | 10 февраля 1934 года  | 50 000  | Наум Боров, Григорий Замский, Иосиф Ганф  |
| (ЦФА [АО «Марка»] № 448) (Mi #466Z)  |             | Авиапочта. «К 10-летию Гражданской авиации СССР»: - Самолёт АНТ-9 над Арктикой                               | 0,80 руб. | 10 февраля 1934 года  | 200 000 | Наум Боров, Григорий Замский, Иосиф Ганф  |
| (ЦФА [АО «Марка»] № 449) (Mi #462Y)  |             | Авиапочта. «К 10-летию Гражданской авиации СССР»: - Самолёт АНТ-9 над домнами Кузбасса                       | 0,05 руб. | 10 февраля 1934 года  | 100 000 | Наум Боров, Григорий Замский, Иосиф Ганф  |
| (ЦФА [АО «Марка»] № 450) (Mi #463Y)  |             | Авиапочта. «К 10-летию Гражданской авиации СССР»: - Самолёт АНТ-9 над нефтяными вышками                      | 0,10 руб. | 10 февраля 1934 года  | 100 000 | Наум Боров, Григорий Замский, Иосиф Ганф  |
| (ЦФА [АО «Марка»] № 451) (Mi #464Y)  |             | Авиапочта. «К 10-летию Гражданской авиации СССР»: - Самолёт АНТ-9 над колхозными полями                      | 0,20 руб. | 10 февраля 1934 года  | 100 000 | Наум Боров, Григорий Замский, Иосиф Ганф  |
| (ЦФА [АО «Марка»] № 452) (Mi #465Y)  |             | Авиапочта. «К 10-летию Гражданской авиации СССР»: - Самолёт АНТ-9 над каналом им. Москвы                     | 0,50 руб. | 10 февраля 1934 года  | 50 000  | Наум Боров, Григорий Замский, Иосиф Ганф  |
| (ЦФА [АО «Марка»] № 453) (Mi #466Y)  |             | Авиапочта. «К 10-летию Гражданской авиации СССР»: - Самолёт АНТ-9 над Арктикой                               | 0,80 руб. | 10 февраля 1934 года  | 200 000 | Наум Боров, Григорий Замский, Иосиф Ганф  |
| (ЦФА [АО «Марка»] № 454) (Mi #467)   |             | Серия «10-летие со дня смерти В. И. Ленина (1924—1934)»: - Мавзолей Ленина, коричневая                       | 0,05 руб. | март 1934 года        | 200 000 | Александр Волков, гравёр Алексей Троицкий |
| (ЦФА [АО «Марка»] № 455) (Mi #468)   |             | Серия «10-летие со дня смерти В. И. Ленина (1924—1934)»: - Мавзолей Ленина, чёрно-синяя                      | 0,10 руб. | март 1934 года        | 100 000 | Александр Волков, гравёр Алексей Троицкий |
| (ЦФА [АО «Марка»] № 456) (Mi #469)   |             | Серия «10-летие со дня смерти В. И. Ленина (1924—1934)»: - Мавзолей Ленина, красная                          | 0,15 руб. | март 1934 года        | 50 000  | Александр Волков, гравёр Алексей Троицкий |
| (ЦФА [АО «Марка»] № 457) (Mi #470)   |             | Серия «10-летие со дня смерти В. И. Ленина (1924—1934)»: - Мавзолей Ленина, зелёная                          | 0,20 руб. | март 1934 года        | 500 000 | Александр Волков, гравёр Алексей Троицкий |
| (ЦФА [АО «Марка»] № 458) (Mi #471)   |             | Серия «10-летие со дня смерти В. И. Ленина (1924—1934)»: - Мавзолей Ленина, тёмно-коричневая                 | 0,35 руб. | март 1934 года        | 50 000  | Александр Волков, гравёр Алексей Троицкий |
| (ЦФА [АО «Марка»] № 459) (Mi #472)   |             | Серия «350-летие со дня смерти Ивана Федорова»: - Памятник Ивану Фёдорову, красная                           | 0,20 руб. | 5 марта 1934 года     | 60 000  | Василий Завьялов, гравёр Алексей Троицкий |
| (ЦФА [АО «Марка»] № 460) (Mi #473)   |             | Серия «350-летие со дня смерти Ивана Федорова»: - Памятник Ивану Фёдорову, серо-синяя                        | 0,40 руб. | 5 марта 1934 года     | 100 000 | Василий Завьялов, гравёр Алексей Троицкий |
| (ЦФА [АО «Марка»] № 461) (Mi #474)   |             | Серия «Памяти деятелей Коммунистической партии»: - Я. М. Свердлов                                            | 0,10 руб. | март 1934 года        | 75 000  | Василий Завьялов                          |
| (ЦФА [АО «Марка»] № 462) (Mi #475)   |             | Серия «Памяти деятелей Коммунистической партии»: - В. П. Ногин                                               | 0,15 руб. | апрель 1934 года      | 40 000  | Василий Завьялов                          |
| (ЦФА [АО «Марка»] № 463) (Mi #476)   |             | Серия «100-летие со дня рождения химика Д. И. Менделеева»: - Памятник Д. И. Менделееву в Ленинграде, зелёная | 0,05 руб. | 15 сентября 1934 года | 200 000 | Василий Завьялов                          |
| (ЦФА [АО «Марка»] № 464) (Mi #477)   |             | Серия «100-летие со дня рождения химика Д. И. Менделеева»: - Портрет Д. И. Менделеева, коричневая            | 0,10 руб. | 15 сентября 1934 года | 75 000  | Василий Завьялов                          |
| (ЦФА [АО «Марка»] № 465) (Mi #478)   |             | Серия «100-летие со дня рождения химика Д. И. Менделеева»: - Портрет Д. И. Менделеева, красно-оранжевая      | 0,15 руб. | 15 сентября 1934 года | 50 000  | Василий Завьялов                          |
| (ЦФА [АО «Марка»] № 466) (Mi #479)   |             | Серия «100-летие со дня рождения химика Д. И. Менделеева»: - Памятник Д. И. Менделееву в Ленинграде, синяя   | 0,20 руб. | 15 сентября 1934 года | 100 000 | Василий Завьялов                          |
| (ЦФА [АО «Марка»] № 467) (Mi #480A)  |             | Серия «Памяти советских стратонавтов»: - Усыскин И. Д.                                                       | 0,05 руб. | 15 сентября 1934 года | 150 000 | Наум Боров, Григорий Замский, Иосиф Ганф  |
| (ЦФА [АО «Марка»] № 468) (Mi #481A)  |             | Серия «Памяти советских стратонавтов»: - Васенко А. Б.                                                       | 0,10 руб. | 15 сентября 1934 года | 110 000 | Наум Боров, Григорий Замский, Иосиф Ганф  |
| (ЦФА [АО «Марка»] № 469) (Mi #482A)  |             | Серия «Памяти советских стратонавтов»: - Федосеенко П. Ф.                                                    | 0,20 руб. | 15 сентября 1934 года | 130 000 | Наум Боров, Григорий Замский, Иосиф Ганф  |
| (ЦФА [АО «Марка»] № 467А) (Mi #480C) |             | Серия «Памяти советских стратонавтов»: - Усыскин И. Д.                                                       | 0,05 руб. | 15 сентября 1934 года | 150 000 | Наум Боров, Григорий Замский, Иосиф Ганф  |
| (ЦФА [АО «Марка»] № 468А) (Mi #481C) |             | Серия «Памяти советских стратонавтов»: - Васенко А. Б.                                                       | 0,10 руб. | 15 сентября 1934 года | 110 000 | Наум Боров, Григорий Замский, Иосиф Ганф  |
| (ЦФА [АО «Марка»] № 469А) (Mi #482C) |             | Серия «Памяти советских стратонавтов»: - Федосеенко П. Ф.                                                    | 0,20 руб. | 15 сентября 1934 года | 130 000 | Наум Боров, Григорий Замский, Иосиф Ганф  |
| (ЦФА [АО «Марка»] № 470) (Mi #483)   |             | Авиапочта. «Дирижабли СССР»: - Дирижабль «Правда»                                                            | 0,05 руб. | 20 октября 1934 года  | 200 000 | Василий Завьялов                          |
| (ЦФА [АО «Марка»] № 471) (Mi #484)   |             | Авиапочта. «Дирижабли СССР»: - Приземление дирижабля                                                         | 0,10 руб. | 20 октября 1934 года  | 100 000 | Василий Завьялов                          |
| (ЦФА [АО «Марка»] № 472) (Mi #485)   |             | Авиапочта. «Дирижабли СССР»: - Дирижабль «Ворошилов»                                                         | 0,15 руб. | 20 октября 1934 года  | 60 000  | Василий Завьялов                          |
| (ЦФА [АО «Марка»] № 473) (Mi #486)   |             | Авиапочта. «Дирижабли СССР»: - Моторная группа дирижабля                                                     | 0,20 руб. | 20 октября 1934 года  | 100 000 | Василий Завьялов                          |
| (ЦФА [АО «Марка»] № 474) (Mi #487)   |             | Авиапочта. «Дирижабли СССР»: - Дирижабль «Ленин»                                                             | 0,30 руб. | 20 октября 1934 года  | 50 000  | Василий Завьялов                          |
| (ЦФА [АО «Марка»] № 475) (Mi #488)   |             | Серия «10-летие со дня смерти В. И. Ленина (1924—1934)»: - В. И. Ленин в детстве                             | 0,01 руб. | 23 ноября 1934 года   | 200 000 | Наум Боров, Григорий Замский, Иосиф Ганф  |
| (ЦФА [АО «Марка»] № 476) (Mi #489)   |             | Серия «10-летие со дня смерти В. И. Ленина (1924—1934)»: - В. И. Ленин в юности                              | 0,03 руб. | 23 ноября 1934 года   | 200 000 | Наум Боров, Григорий Замский, Иосиф Ганф  |
| (ЦФА [АО «Марка»] № 477) (Mi #490)   |             | Серия «10-летие со дня смерти В. И. Ленина (1924—1934)»: - Портрет В. И. Ленина                              | 0,05 руб. | 23 ноября 1934 года   | 150 000 | Наум Боров, Григорий Замский, Иосиф Ганф  |
| (ЦФА [АО «Марка»] № 478) (Mi #491)   |             | Серия «10-летие со дня смерти В. И. Ленина (1924—1934)»: - В. И. Ленин на трибуне                            | 0,10 руб. | 23 ноября 1934 года   | 75 000  | Наум Боров, Григорий Замский, Иосиф Ганф  |
| (ЦФА [АО «Марка»] № 479) (Mi #492)   |             | Серия «10-летие со дня смерти В. И. Ленина (1924—1934)»: - Трудящиеся у мавзолея                             | 0,20 руб. | 23 ноября 1934 года   | 75 000  | Наум Боров, Григорий Замский, Иосиф Ганф  |
| (ЦФА [АО «Марка»] № 480) (Mi #493)   |             | Серия «10-летие со дня смерти В. И. Ленина (1924—1934)»: - Портреты В. И. Ленина и И. В. Сталина             | 0,30 руб. | 23 ноября 1934 года   | 50 000  | Наум Боров, Григорий Замский, Иосиф Ганф  |

## Комментарии
1. ↑  Коммеморативные марки — обобщённое название специальных художественных (памятных, юбилейных и других) почтовых марок. Для упрощения терминологии в случаях, когда требуется лишь подчеркнуть, что данная марка не является общеупотребляемой (то есть стандартной), под термином «коммеморативная марка» подразумевают, кроме перечисленных выше, также тематические (рисунки которых, посвящены определённой теме коллекционирования) марки. Также все упомянутые марки, объединённые термином «коммеморативная», имеют общую черту: как правило, такие марки изготовляются на высоком полиграфическом уровне[5].
2. ↑  Ниже приведён перечень памятных художественных марок (с возможностью сортировки по номиналу, тиражу и дате введения в обращение).
3. ↑  Авиапочта. «К 10-летию Гражданской авиации СССР»: самолёт АНТ-9 над домнами Кузбасса, синяя. Фототипия на бумаге без водяного знака, перфорирована: линейная зубцовка 14 (на каждые 2 сантиметра края марки приходится 14 зубцов), 70 (7×10) экземпляров на марочных листах. Тираж марки  (ЦФА [АО «Марка»] № 444)  (Mi #462Z) 100 000 экземпляров[2][9][10].
4. ↑  Авиапочта. «К 10-летию Гражданской авиации СССР»: самолёт АНТ-9 над нефтяными вышками, зелёная. Фототипия на бумаге без водяного знака, перфорирована: линейная зубцовка 14 (на каждые 2 сантиметра края марки приходится 14 зубцов), 70 (7×10) экземпляров на марочных листах. Тираж марки  (ЦФА [АО «Марка»] № 445)  (Mi #463Z) 100 000 экземпляров[2][9][10].
5. ↑  Авиапочта. «К 10-летию Гражданской авиации СССР»: самолёт АНТ-9 над колхозными полями, красная. Фототипия на бумаге без водяного знака, перфорирована: линейная зубцовка 14 (на каждые 2 сантиметра края марки приходится 14 зубцов), 70 (7×10) экземпляров на марочных листах. Тираж марки  (ЦФА [АО «Марка»] № 446)  (Mi #464Z) 100 000 экземпляров[2][9][10].
6. ↑  Авиапочта. «К 10-летию Гражданской авиации СССР»: самолёт АНТ-9 над каналом им. Москвы, чёрно-синяя. Фототипия на бумаге без водяного знака, перфорирована: линейная зубцовка 14 (на каждые 2 сантиметра края марки приходится 14 зубцов), 70 (7×10) экземпляров на марочных листах. Тираж марки  (ЦФА [АО «Марка»] № 447)  (Mi #465Z) 50 000 экземпляров[2][9][10].
7. ↑  Авиапочта. «К 10-летию Гражданской авиации СССР»: самолёт АНТ-9 над Арктикой, фиолетовая. Фототипия на бумаге без водяного знака, перфорирована: линейная зубцовка 14 (на каждые 2 сантиметра края марки приходится 14 зубцов), 70 (7×10) экземпляров на марочных листах. Тираж марки  (ЦФА [АО «Марка»] № 448)  (Mi #466Z) 200 000 экземпляров[2][9][10].
8. ↑  Авиапочта. «К 10-летию Гражданской авиации СССР»: самолёт АНТ-9 над домнами Кузбасса, синяя. Фототипия на бумаге с водяным знаком «ковёр», перфорирована: линейная зубцовка 14 (на каждые 2 сантиметра края марки приходится 14 зубцов), 70 (7×10) экземпляров на марочных листах. Тираж марки  (ЦФА [АО «Марка»] № 449)  (Mi #462Y) 100 000 экземпляров[2][9][10].
9. ↑  Авиапочта. «К 10-летию Гражданской авиации СССР»: самолёт АНТ-9 над нефтяными вышками, зелёная. Фототипия на бумаге с водяным знаком «ковёр», перфорирована: линейная зубцовка 14 (на каждые 2 сантиметра края марки приходится 14 зубцов), 70 (7×10) экземпляров на марочных листах. Тираж марки  (ЦФА [АО «Марка»] № 450)  (Mi #463Y) 100 000 экземпляров[2][9][10].
10. ↑  Авиапочта. «К 10-летию Гражданской авиации СССР»: самолёт АНТ-9 над колхозными полями, красная. Фототипия на бумаге с водяным знаком «ковёр», перфорирована: линейная зубцовка 14 (на каждые 2 сантиметра края марки приходится 14 зубцов), 70 (7×10) экземпляров на марочных листах. Тираж марки  (ЦФА [АО «Марка»] № 451)  (Mi #464Y) 100 000 экземпляров[2][9][10].
11. ↑  Авиапочта. «К 10-летию Гражданской авиации СССР»: самолёт АНТ-9 над каналом им. Москвы, чёрно-синяя. Фототипия на бумаге с водяным знаком «ковёр», перфорирована: линейная зубцовка 14 (на каждые 2 сантиметра края марки приходится 14 зубцов), 70 (7×10) экземпляров на марочных листах. Тираж марки  (ЦФА [АО «Марка»] № 452)  (Mi #465Y) 50 000 экземпляров[2][9][10].
12. ↑  Авиапочта. «К 10-летию Гражданской авиации СССР»: самолёт АНТ-9 над Арктикой, фиолетовая. Фототипия на бумаге с водяным знаком «ковёр», перфорирована: линейная зубцовка 14 (на каждые 2 сантиметра края марки приходится 14 зубцов), 70 (7×10) экземпляров на марочных листах. Тираж марки  (ЦФА [АО «Марка»] № 453)  (Mi #466Y) 200 000 экземпляров[2][9][10].
13. ↑  Серия «10-летие со дня смерти В. И. Ленина (1924—1934)»: Мавзолей Ленина, коричневая. Металлография на плотной бумаге без водяного знака, перфорирована: линейная зубцовка 14 (на каждые 2 сантиметра края марки приходится 14 зубцов). В марочных листах по 50 (5×10) марок[2][11][12].
14. ↑  Серия «10-летие со дня смерти В. И. Ленина (1924—1934)»: Мавзолей Ленина, чёрно-синяя. Металлография на плотной бумаге без водяного знака, перфорирована: линейная зубцовка 14 (на каждые 2 сантиметра края марки приходится 14 зубцов). В марочных листах по 50 (5×10) марок[2][11][12].
15. ↑  Серия «10-летие со дня смерти В. И. Ленина (1924—1934)»: Мавзолей Ленина, красная. Металлография на плотной бумаге без водяного знака, перфорирована: линейная зубцовка 14 (на каждые 2 сантиметра края марки приходится 14 зубцов). В марочных листах по 50 (5×10) марок[2][11][12].
16. ↑  Серия «10-летие со дня смерти В. И. Ленина (1924—1934)»: Мавзолей Ленина, зелёная. Металлография на плотной бумаге без водяного знака, перфорирована: линейная зубцовка 14 (на каждые 2 сантиметра края марки приходится 14 зубцов). В марочных листах по 50 (5×10) марок[2][11][12].
17. ↑  Серия «10-летие со дня смерти В. И. Ленина (1924—1934)»: Мавзолей Ленина, тёмно-коричневая. Металлография на плотной бумаге без водяного знака, перфорирована: линейная зубцовка 14 (на каждые 2 сантиметра края марки приходится 14 зубцов). В марочных листах по 50 (5×10) марок[2][11][12].
18. ↑  Серия «350-летие со дня смерти Ивана Фёдорова»: памятник Ивану Федорову, красная. Металлография на плотной бумаге без водяного знака, перфорирована: линейная зубцовка 14 (на каждые 2 сантиметра края марки приходится 14 зубцов). В марочных листах по 50 (5×10) марок[2][11][12].
19. ↑  Серия «350-летие со дня смерти Ивана Фёдорова»: памятник Ивану Федорову, серо-синяя. Металлография на плотной бумаге без водяного знака, перфорирована: линейная зубцовка 14 (на каждые 2 сантиметра края марки приходится 14 зубцов). В марочных листах по 50 (5×10) марок[2][11][12].
20. ↑  Серия «Памяти деятелей Коммунистической партии»: Я. М. Свердлов, синяя. Фототипия на бумаге с водяным знаком «ковёр», перфорирована: линейная зубцовка 14 (на каждые 2 сантиметра края марки приходится 14 зубцов). В марочных листах по 100 (10×10) марок[2][11][13].
21. ↑  Серия «Памяти деятелей Коммунистической партии»: В. П. Ногин, оранжевая. Фототипия на бумаге с водяным знаком «ковёр», перфорирована: линейная зубцовка 14 (на каждые 2 сантиметра края марки приходится 14 зубцов). В марочных листах по 100 (10×10) марок[2][11][13].
22. ↑  Серия «100-летие со дня рождения химика Д. И. Менделеева»: памятник Д. И. Менделееву в Ленинграде, зелёная. Фототипия на бумаге с водяным знаком «ковёр», перфорирована: линейная зубцовка 14 (на каждые 2 сантиметра края марки приходится 14 зубцов). В марочных листах по 100 (10×10) марок[2][11][13].
23. ↑  Серия «100-летие со дня рождения химика Д. И. Менделеева»: портрет Д. И. Менделеева, коричневая. Фототипия на бумаге с водяным знаком «ковёр», перфорирована: линейная зубцовка 14 (на каждые 2 сантиметра края марки приходится 14 зубцов). В марочных листах по 100 (10×10) марок[2][11][13].
24. ↑  Серия «100-летие со дня рождения химика Д. И. Менделеева»: портрет Д. И. Менделеева, красно-оранжевая. Фототипия на бумаге с водяным знаком «ковёр», перфорирована: линейная зубцовка 14 (на каждые 2 сантиметра края марки приходится 14 зубцов). В марочных листах по 100 (10×10) марок[2][11][13].
25. ↑  Серия «100-летие со дня рождения химика Д. И. Менделеева»: памятник Д. И. Менделееву в Ленинграде, синяя. Фототипия на бумаге с водяным знаком «ковёр», перфорирована: линейная зубцовка 14 (на каждые 2 сантиметра края марки приходится 14 зубцов). В марочных листах по 100 (10×10) марок[2][11][13].
26. 1 2 3 4 5 6  На стратосферном аэростате «Осоавиахим-1», построенном в Советском Союзе, 30 января 1934 года был установлен рекорд высоты: впервые в мире достигнута высота 22 километра над уровнем моря. После чего стратостат с экипажем в составе трёх человек — командира экипажа Павла Фёдоровича Федосеенко, бортинженера Андрея Богдановича Васенко и научного сотрудника Ильи Давыдовича Усыскина обледенел и рухнул на землю: погибли все члены экипажа[14].
27. ↑  Серия «Памяти советских стратонавтов»: Усыскин И. Д., лиловая. Памятный типографский текст: «22 000 метров 30.I.1934». Фототипия на бумаге с водяным знаком «ковёр», перфорирована: линейная зубцовка 11 (на каждые 2 сантиметра края марки приходится 11 зубцов). В марочных листах по 80 (8×10) марок[2][15][16].
28. 1 2  Суммарный тираж разновидностей марок  (ЦФА [АО «Марка»] № 467)  (Mi #480A) и  (ЦФА [АО «Марка»] № 467А)  (Mi #480C)[15][2][16].
29. ↑  Серия «Памяти советских стратонавтов»: Васенко А. Б., коричневая. Памятный типографский текст: «22 000 метров 30.I.1934». Фототипия на бумаге с водяным знаком «ковёр», перфорирована: линейная зубцовка 11 (на каждые 2 сантиметра края марки приходится 11 зубцов). В марочных листах по 80 (8×10) марок[2][15][16].
30. 1 2  Суммарный тираж всех разновидностей марок  (ЦФА [АО «Марка»] № 468)  (Mi #481A) и  (ЦФА [АО «Марка»] № 468А)  (Mi #481C)[15][2][16].
31. ↑  Серия «Памяти советских стратонавтов»: Федосеенко П. Ф., синяя. Памятный типографский текст: «22 000 метров 30.I.1934». Фототипия на бумаге с водяным знаком «ковёр», перфорирована: линейная зубцовка 11 (на каждые 2 сантиметра края марки приходится 11 зубцов). В марочных листах по 80 (8×10) марок[2][15][16].
32. 1 2  Суммарный тираж всех разновидностей марок  (ЦФА [АО «Марка»] № 469)  (Mi #482A) и  (ЦФА [АО «Марка»] № 469А)  (Mi #482C)[15][2][16].
33. ↑  Серия «Памяти советских стратонавтов»: Усыскин И. Д., лиловая. Памятный типографский текст: «22 000 метров 30.I.1934». Фототипия на бумаге с водяным знаком «ковёр», перфорирована: линейная зубцовка 14 (на каждые 2 сантиметра края марки приходится 14 зубцов). В марочных листах по 80 (8×10) марок[2][15][16].
34. ↑  Серия «Памяти советских стратонавтов»: Васенко А. Б., коричневая. Памятный типографский текст: «22 000 метров 30.I.1934». Фототипия на бумаге с водяным знаком «ковёр», перфорирована: линейная зубцовка 14 (на каждые 2 сантиметра края марки приходится 14 зубцов). В марочных листах по 80 (8×10) марок[2][15][16].
35. ↑  Серия «Памяти советских стратонавтов»: Федосеенко П. Ф., синяя. Памятный типографский текст: «22 000 метров 30.I.1934». Фототипия на бумаге с водяным знаком «ковёр», перфорирована: линейная зубцовка 14 (на каждые 2 сантиметра края марки приходится 14 зубцов). В марочных листах по 80 (8×10) марок[2][15][16].
36. ↑  Авиапочта. «Дирижабли СССР»: дирижабль «Правда», красно-оранжевая. Фототипия на бумаге с водяным знаком «ковёр», перфорирована: линейная зубцовка 14 (на каждые 2 сантиметра края марки приходится 14 зубцов). В марочных листах по 75 (5×15) марок[2][17][18].
37. ↑  Авиапочта. «Дирижабли СССР»: приземление дирижабля, лиловая. Фототипия на бумаге с водяным знаком «ковёр», перфорирована: линейная зубцовка 14 (на каждые 2 сантиметра края марки приходится 14 зубцов). В марочных листах по 75 (5×15) марок[2][17][18].
38. ↑  Авиапочта. «Дирижабли СССР»: дирижабль «Ворошилов», коричневая. Фототипия на бумаге с водяным знаком «ковёр», перфорирована: линейная зубцовка 14 (на каждые 2 сантиметра края марки приходится 14 зубцов). В марочных листах по 75 (5×15) марок[2][17][18].
39. ↑  Авиапочта. «Дирижабли СССР»: моторная группа дирижабля, чёрно-синяя. Фототипия на бумаге с водяным знаком «ковёр», перфорирована: линейная зубцовка 14 (на каждые 2 сантиметра края марки приходится 14 зубцов). В марочных листах по 75 (15×5) марок[2][17][18].
40. ↑  Авиапочта. «Дирижабли СССР»: дирижабль «Ленин», ультрамариновая. Фототипия на бумаге с водяным знаком «ковёр», перфорирована: линейная зубцовка 14 (на каждые 2 сантиметра края марки приходится 14 зубцов). В марочных листах по 75 (5×15) марок[2][17][18].
41. ↑  Серия «10-летие со дня смерти В. И. Ленина (1924—1934)»: В. И. Ленин в детстве, чёрная, синяя. Фототипия на бумаге с водяным знаком «ковёр», перфорирована: линейная зубцовка 14 (на каждые 2 сантиметра края марки приходится 14 зубцов). В марочных листах по 108 (12×9) марок[2][17][19].
42. ↑  Серия «10-летие со дня смерти В. И. Ленина (1924—1934)»: В. И. Ленин в юности, чёрная, синяя. Фототипия на бумаге с водяным знаком «ковёр», перфорирована: линейная зубцовка 14 (на каждые 2 сантиметра края марки приходится 14 зубцов). В марочных листах по 108 (12×9) марок[2][17][19].
43. ↑  Серия «10-летие со дня смерти В. И. Ленина (1924—1934)»: портрет В. И. Ленина, чёрная, синяя. Фототипия на бумаге с водяным знаком «ковёр», перфорирована: линейная зубцовка 14 (на каждые 2 сантиметра края марки приходится 14 зубцов). В марочных листах по 108 (12×9) марок[2][17][19].
44. ↑  Серия «10-летие со дня смерти В. И. Ленина (1924—1934)»: В. И. Ленин на трибуне, чёрная. Фототипия на бумаге с водяным знаком «ковёр», перфорирована: линейная зубцовка 14 (на каждые 2 сантиметра края марки приходится 14 зубцов). В марочных листах по 108 (12×9) марок[2][17][19].
45. ↑  Серия «10-летие со дня смерти В. И. Ленина (1924—1934)»: трудящиеся у мавзолея, синяя, красно-оранжевая. Фототипия на бумаге с водяным знаком «ковёр», перфорирована: линейная зубцовка 14 (на каждые 2 сантиметра края марки приходится 14 зубцов). В марочных листах по 108 (9×12) марок[2][17][19].
46. ↑  Серия «10-летие со дня смерти В. И. Ленина (1924—1934)»: портреты В. И. Ленина и И. В. Сталина, карминовая, красно-оранжевая. Фототипия на бумаге с водяным знаком «ковёр», перфорирована: линейная зубцовка 14 (на каждые 2 сантиметра края марки приходится 14 зубцов). В марочных листах по 108 (9×12) марок[2][17][19].